# Жостер имеретинский
Жостер имеретинский или Крушина имеретинская (лат. Rhamnus imeretina), — это крупный листопадный кустарник или небольшое дерево семейства Жостеровые (Rhamnaceae). Листья крупные и глянцевые, а цветы жёлто-зелёные и довольно неприметные. Растение подходит в качестве озеленения в защищенных местах.

## Описание
Крупный листопадный кустарник или небольшое дерево с широкой раскидистой кроной, 1,5–3(4) м высотой.
Ствол короткий, основные ветви восходящие. Кора вначале серо-коричневая и щетинистая, но вскоре становится светло-серой с неравномерно расположенными белыми пробковыми порами. Старые ветви и ствол постепенно приобретают голубовато-синюю кору с плоскими, неравномерно идущими, бежевыми бороздами.
Листья тонкие, сверху тёмно-зелёные, матовые, голые или рассеянно волосистые, снизу светлые, желтовато-зелёные, серо- или бронзово-бархатистые, б. ч. эллиптические, но также от овальной, до широколанцетной формы, (5) 15 (25) см длиной и (3)7(12) см шириной, коротко-заостренные или оттянутые в острие, при основании округлые, усеченные или слабо сердцевидные, по краю мелко городчатопильчатые, с 15–25 парами слабо изогнутых, плотно серо-бархатистых снизу жилок. Черешки опушенные, толстые, 1,5–2,5 см длиной.
Цветки колокольчатые, 4–5 мм длиной, голые, с треугольно-яйцевидными, отогнутыми книзу долями, по 3–7 в пазухах л., на цвн. 6–10 мм дл.; пл. шаровидные, черные, 6–7 мм диам.; с. лимонно-жёлтые, ок. 4 мм.
Плоды сочные, тёмные, несъедобные. Цвет плодов от жёлтого до жёлто-коричневого. Цветение происходит в мае-июне, когда цветки располагаются в неправильных скоплениях по краям листьев. Отдельные цветки 4-лепестковые, правильной формы с желто-зелеными лепестками. Плоды — ягоды, которые сначала красные, а после созревания черные.
Корневая система состоит из сильных, широко расставленных корней.
В своей родной среде обитания растение достигает высоты около 3 м и разрастается до 5 м в диаметре кроны.

## Ареал

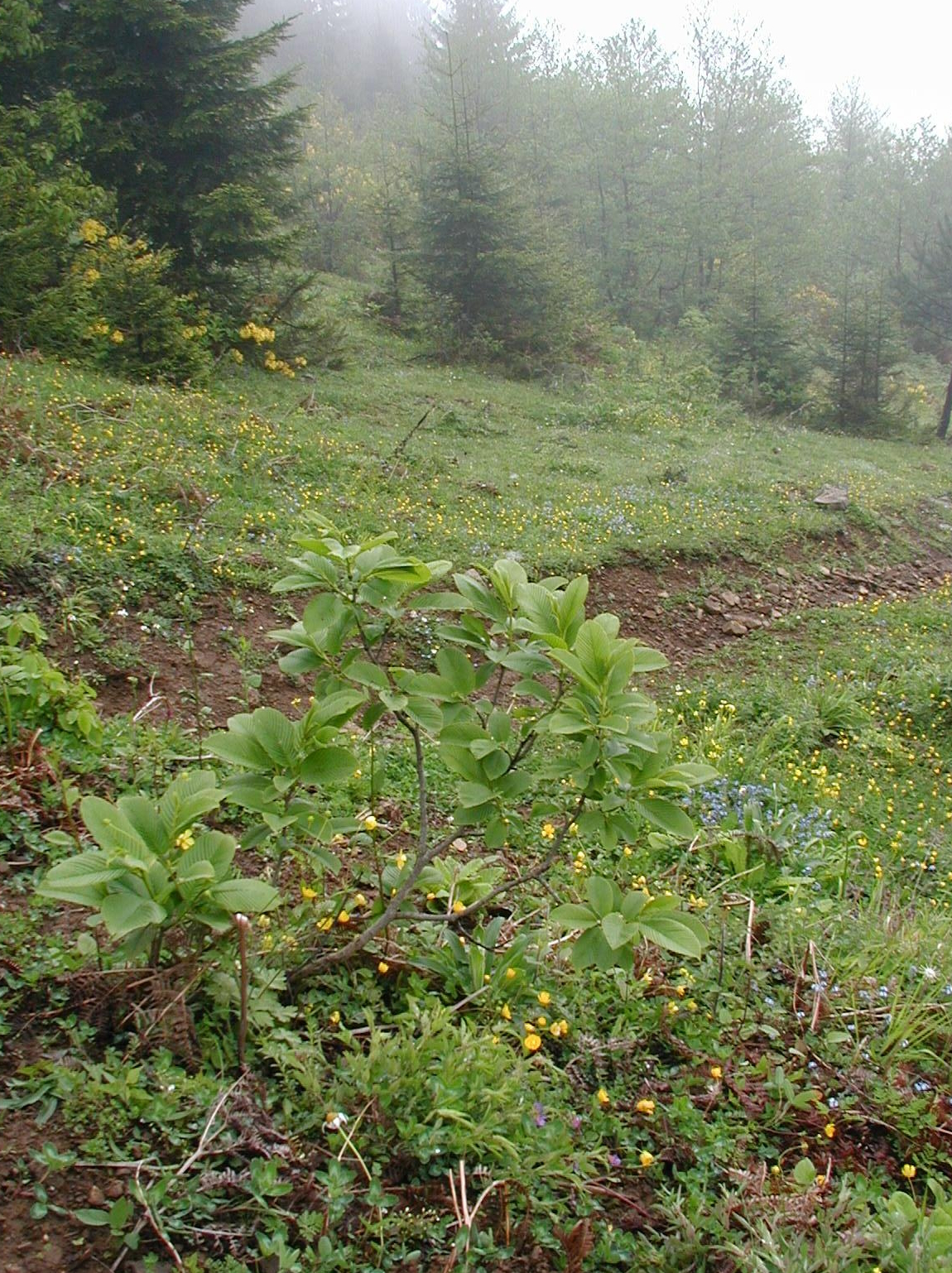
Жостер имеритинский в естественном биоценозе

Жостер имеретинский родом из Малой Азии (Лазистан) и Кавказа: Западное Закавказье, Восточное Закавказье (басс. Лияхвы), Южное Закавказье (Боржоми, Бакурьяни, Ахалцих, басс. Квирилы), где он встречается на лесных опушках, вырубках, на лугах и обочинах дорог в горах, где выпадает много осадков, а почвы глинистые и богатые минералами.
В горном массиве Южного Кавказа леса встречаются на обращенных к северу пологих склонах на высотах 1110–1550 м. Здесь влажная, но хорошо дренированная коричневая почва, а в лесах преобладает восточный бук.
Этот вид встречается в сообществах, в которых, среди прочего представлены: клён Траутфеттера (Acer trautvetteri), граб обыкновенный (Carpinus betulus), вороний глаз четырёхлистный (Paris quadrifolia), золотарник обыкновенный, щитовник мужской (Dryopteris filix-mas), гнездовка настоящая (Neottia nidus-avis), берёза Литвинова (Betula litwinowii), лещина колхидская (Corylus colchica), рододендрон жёлтый (Rhododendron luteum), падуб колхидский (Ilex colchica), дремлик широколистный (Epipactis helleborine), шалфей железистый (Salvia glutinosa), лавровишня лекарственная (Prunus laurocerasus), бук восточный (Fagus orientalis), первоцвет обыкновенный (Primula vulgaris), осока лесная (Carex sylvatica), кислица обыкновенная (Oxalis acetosella), рябина буроватая (Sorbus subfusca), клён остролистный (Acer platanoides), липа бегониелистная (Tilia begoniifolia).

## Применение
Используется для озеленения как декоративное растение.
В условиях Москвы отдельные зимы часть побегов обмерзает, иногда до уровня снегового покрова. Весной обмерзшие побеги удаляют. Растения хорошо отрастают. В условиях Москвы листья достигают максимального размера только к середине июня.
В Ботаническом саду БИН РАН выращивается в открытом грунте как минимум с 1874 года.
Допущен к медицинскому применению в качестве слабительного средства.
Древесина крушины — тяжёлая, крепкая, твёрдая, с не изменяющейся и не выцветающей окраской. Её используют для мелких столярных и токарных работ.

## Охранный статус
Включён в Красную книгу Краснодарского края. Произрастает в Сочинском и Тебердинском национальных парках.